# Cissus descoingsii
Cissus descoingsii är en vinväxtart som beskrevs av J. A. Lombardi. Cissus descoingsii ingår i släktet Cissus och familjen vinväxter. Inga underarter finns listade i Catalogue of Life.